# Río Ramacastañas
El Ramacastañas (también conocido como del Prado Latorre) es un río de la península ibérica, uno de los tributarios más destacados de la margen norte (derecha) del Tiétar, perteneciente a la cuenca hidrográfica del Tajo.
El río discurre enteramente por la provincia española de Ávila.
Con sentido norte-sur, desciende de la vertiente meridional de la sierra de Gredos.
Nacido de la unión de diversos cursos de agua en el llamado barranco de las Cinco Villas, tiene una longitud de 14,0 kilómetros. Su subcuenca hidrográfica drena una superficie de 114,29 km². Fue descrito en 1792 por Eugenio Larruga en el volumen xx de sus  Memorias políticas y económicas sobre los frutos, comercio, fábricas y minas de España. Junto a su orilla se localizan las ruinas del antiguo convento de Nuestra Señora de la Torre de Mombeltrán.